# 奥索-伊拉蒂奶酪
奥索-伊拉蒂奶酪（法語：Ossau-iraty）產自法國的西南部，得名于南奥索峰和伊拉蒂森林。奥索-伊拉蒂奶酪外形為圓筒狀，外殼平滑，呈灰黃色，奶酪肉是淡黃色，質志柔軟，上面有些小洞眼，帶點類似葡萄酒的甜味及酸味。

## 源起
奥索-伊拉蒂奶酪產於法國西南部，北巴斯克地区和贝阿恩。